# Canzonetta
Die Canzonetta (Plural: Canzonette, Canzonetti oder Canzonetten) war eine beliebte, säkulare, also nicht-kirchliche Art von Vokalkomposition im Italien der Renaissance.
Ihre Entstehungszeit ist etwa um 1560. Die frühen Versionen ähneln dem Madrigal, sind aber in der Art leichter. Im 18. Jahrhundert wurde der Begriff für ein leichtes weltliches Gesangsstück mit Instrumentalbegleitung benutzt.
Hans Leo Hassler, der in Italien studierte, führte die Canzonetta nördlich der Alpen ein. Dieterich Buxtehude verwendet die Canzonettenform auch für Orgelkompositionen.
Der Komponist Frank Michael Beyer komponierte 1979 eine von Konrad Ragossnig in der Reihe Musik für Gitarre der Edition Schott herausgegebene Canzonetta für Gitarre.

## Einige repräsentative Komponisten von Canzonetten
- Felice Anerio
- Giovanni Maria Artusi
- Adriano Banchieri
- Dietrich Buxtehude
- Francesca Caccini
- Pietro Cerone
- Hans Leo Hassler
- Joseph Haydn
- Luca Marenzio
- Claudio Monteverdi
- Giovanni Maria Nanino
- Salamone Rossi
- Orazio Vecchi
- Lodovico Grossi da Viadana